# Денят на трифидите
Денят на трифидите е пост-апокалиптичен роман от британския писател Джон Уиндъм, публикуван през 1951 г. Книгата е преведена на много езици и е в основата на няколко филма, радиопиеси и комикси. Продължение на историята е романа Нощта на трифидите от Саймън Кларк, публикуван 2001 г. – 50 години след първата история.

## Сюжет
Внимание:  Текстът по-долу разкрива сюжета на произведението (или части от него)!
Историята започва с появата на нов вид подвижни месоядни растения – трифидите. Въпреки рисковете свързани с тях, хората започват масово да ги отглеждат, тъй като трифидите се оказват ценен източник на ресурси. След един особено ефектен метеоритен дъжд почти всички хора ослепяват. Останали без надзор, трифидите излизат от фермите, в които са отглеждани и започват да избиват жалките останки от човечеството. Малцината, запазили зрението си, трябва да се борят за оцеляването си в един свят постепенно завладяван от трифидите...

## Издания в България
В България книгата е издадена за първи път през 1982 г., от варненското издателство „Георги Бакалов“, като част от поредицата „Библиотека Галактика“. През 2005 г. е издадена и от софийското издателство „Унискорп“ (ISBN 954-569-018-6). И в двете издания превода е на Правда Митева. В първото издание е включен и предговор от Агоп Мелконян („Втора среща с Уиндъм“).

## Адаптации

### Радио
Историята е пускана няколко пъти като радио пиеса.
- От BBC – през 1953, 1957 и 1968 г.[1]
- От немското радио Westdeutscher Rundfunk (WDR) – през 1968[2]

### Телевизия и кино
Всички излезли филми са със заглавие Денят на трифидите и са британски
- 1962 г. – пълнометражен филм.[3]
- 1981 г. – телевизионен сериал на BBC, 6 епизода по около 30 минути.[4]
- 2009 г. – телевизионен сериал на BBC, 2 епизода по около 90 минути.[5]. Филмът се различава доста от оригиналната история, действието се развива в наши дни.
- 2013 г. – предстоящ пълнометражен филм от САЩ.[6][7][8]

### Комикси
1975 г. – черно-бял комикс в списанието „Непознати светове на научната фантастика“ (Unknown Worlds of Science Fiction) на Мравел.